# André Fourçans
André Fourçans,  né le 7 mars 1946 à Nay, est un économiste et homme politique français.

## Biographie

### Jeunesse et études
Il obtient un doctorat d’État en sciences économiques de l'Université Panthéon-Sorbonne. Il obtient ensuite un Doctorate in Business Administration (DBA) à l'Université de l'Indiana, ainsi qu'un MBA à l'Université de l'Illinois. Il est ingénieur, diplômé de l'ESB à Paris.

### Parcours professionnel
Il est professeur émérite à l’ESSEC, ancien député européen (1986-1999), ancien membre du Conseil économique, social et environnemental et auteur de nombreux ouvrages de vulgarisation économique ainsi que de publications académiques touchant à l'économie monétaire, l'environnement et la mondialisation.
Ses travaux scientifiques portent sur l'économie monétaire, la macroéconomie et sur la Zone Euro. Il a publié un grand nombre d'articles dans des revues scientifiques ainsi qu'une quinzaine d'ouvrages en français. Certains de ces ouvrages ont été traduits dans plus de 12 langues différentes.
Proche un temps des Nouveaux économistes, il entre toutefois en désaccord avec la plupart des membres du groupe du fait de son soutien à l'École de Chicago.

## Ouvrages
- Les secrets de la prospérité. Paris (France)  : Seuil, 2011
- La mondialisation expliquée à ma fille (édition coréenne). Séoul (Corée)  : Gimm Young, 2011
- L'économie expliquée à  ma fille (édition coréenne). 2e édition. Séoul (Corée)  : Gimm Young, 2011
- L'économie expliquée à ma fille (édition chinoise). 2e édition. Taiwan (Chine)  : China Renmin University Press, 2008
- Erklärt die Globalisierung. Frankfurt (Allemagne)  : Campus Verlag, 2008
- La mondialisation racontée à ma fille (édition chinoise). Taïwan (Chine)  : Shu-Chuan, 2007
- Die Welt der Wirtschaft. Frankfurt (Allemagne)  : Campus Verlag, 2007
- La mondialisation racontée à ma fille. 2e édition. Paris (France)  : Seuil, 2007
- L'économie expliquée à ma fille (édition Taïwanaise). Taïwan (République de Chine)  : Knowledgism, 2006
- L'économie expliquée à ma fille. 2e édition. Paris (France)  : Seuil, 2006
- La globalizzazione raccontata a mia figlia. Soveria Mannelli (Italie)  : Rubbettino, 2005
- Currency Crises. A Theoretical and Empirical Perspective. (avec R. Franck). Cheltenham (Great‑Britain)  : Edward Elgar, 2004
- Effet de serre : le grand mensonge ?. Paris (France)  :  Seuil, 2002
- L'économie expliquée à ma fille (traduit en chinois). (Chine)  : ZB.L. & Associés, 2002
- L'économie expliquée à ma fille (traduit en coréen). (Corée)  : ZB.L. & Associés, 2002
- La mondialisation racontée à ma fille. Paris (France)  :  Seuil, 2001
- Monnaie Unique et Fiscalité de l'Epargne : quelle Europe Financière ?. (avec K. Von Wogau). Sèvres (France)  : Agora Europe, 1998
- L'économie expliquée à ma fille. Paris (France) : Seuil, 1997
- La empresa y Europa. Barcelone (Espagne)  : Marcambo, 1995
- L'entreprise et l'Europe : clés pour le décideur. Paris (France) : InterEditions, 1993
- L'Europe et la coordination des politiques monétaires. Paris (France)  : Sirey, 1991 (en collaboration)
- La rupture : le libéralisme à l'épreuve des faits. Paris (France)  : Economica, 1986